# كولين ووديل
كولين ووديل (بالإنجليزية: Colin Woodell)‏ هو ممثل أمريكي ولد بتاريخ 20 ديسمبر 1991 في سان فراسيسكو.

## أعماله
ظهر في عدة أفلام ومسلسلات منها غير ودود: النت المظلم وسي اس آي: التحقيق في موقع الجريمة.

## وصلات خارجية
- كولين ووديل على موقع IMDb (الإنجليزية)
- كولين ووديل على موقع ألو سيني (الفرنسية)
- كولين ووديل على موقع قاعدة بيانات الفيلم (الإنجليزية)
- كولين ووديل على موقع كينوبويسك (الروسية)

صفحته على IMDb